# Кайчак
Кайчак — деревня в Тисульском районе Кемеровской области. Входит в состав Третьяковского сельского поселения.

## География
Центральная часть населённого пункта расположена на высоте 264 метров над уровнем моря.

## Население
По данным Всероссийской переписи населения 2010 года, в деревне Кайчак проживает 270 человек (120 мужчин, 150 женщин).